# Mường Quàng
Mường Quàng là một xã thuộc tỉnh Nghệ An, Việt Nam. Xã được hình thành trên cơ sở sáp nhập các xã Cắm Muộn, Châu Thôn và Quang Phong của huyện Quế Phong trong đợt Sáp nhập tỉnh thành Việt Nam 2025.

## Địa lý
Xã Mường Quàng có vị trí địa lý:
- Phía Đông giáp xã Hùng Chân;
- Phía Nam giáp Hữu Khuông, Yên Na và Nga My;
- Phía Tây giáp xã Tri Lễ và Yên Hòa;
- Phía Bắc giáp xã Quế Phong.

Xã Mường Quàng có diện tích tự nhiên 342,15 km².

## Hành chính và tên gọi
Xã Mường Quàng được thành lập theo Nghị quyết số 1678/NQ-UBTVQH15 của Ủy ban Thường vụ Quốc hội Việt Nam, ban hành ngày 16 tháng 6 năm 2025. Theo đó, sắp xếp toàn bộ diện tích tự nhiên, quy mô dân số của các xã Cắm Muộn, Châu Thôn và Quang Phong thuộc huyện Quế Phong trước đây thành một xã mới có tên gọi là xã Mường Quàng.
Sau sắp xếp xã có diện tích tự nhiên: 342,15 km², quy mô dân số: 17.917 người.